# DamExchange
DamExchange is een P2P-protocol, ontwikkeld door Frank Mesander, waarmee twee damprogramma's via internet (IPv4 en IPv6) één of meer partijen tegen elkaar kunnen dammen. DamExchange heeft geen aparte server nodig.